# Alpheus gracilis
Alpheus gracilis är en kräftdjursart som beskrevs av Carl Bartholomäus Heller 1862. Alpheus gracilis ingår i släktet Alpheus och familjen Alpheidae. Inga underarter finns listade i Catalogue of Life.